# Vastagcsőrű lombgébics
A vastagcsőrű lombgébics (Vireo crassirostris) a madarak osztályának verébalakúak (Passeriformes) rendjébe és a lombgébicsfélék (Vireonidae) családja tartozó faj.

## Rendszerezése
A fajt Henry Bryant amerikai természettudós írta le 1859-ben, a Laniovireo nembe Laniovireo crassirostris  néven.

## Alfajai
- Vireo crassirostris alleni Cory, 1886
- Vireo crassirostris crassirostris (H. Bryant, 1859)
- Vireo crassirostris cubensis Kirkconnell & Garrido, 2000
- Vireo crassirostris stalagmium Buden, 1985
- Vireo crassirostris tortugae Richmond, 1917[2]
- Vireo crassirostris approximans Ridgway, 1884 vagy Vireo approximans[4]

## Előfordulása
Az Amerikai Egyesült Államok, a Bahama-szigetek, a Kajmán-szigetek, Kuba, Haiti, a Turks- és Caicos-szigetek és Kolumbia területén honos.  A természetes élőhelye szubtrópusi és trópusi mangroveerdők és lombhullató erdők, valamint cserjések. Vonuló faj.

## Megjelenése
Testhossza 13-14 centiméter, testtömege 11-16,2  gramm.

## Életmódja
Rovarokkal és magvakkal táplálkozik.

## Természetvédelmi helyzete
A Természetvédelmi Világszövetség Vörös listáján nem fenyegetett kategóriájában szerepel.